# Hội Bảo vệ thực vật Việt Nam
Hội Bảo vệ thực vật Việt Nam, tên đầy đủ là Hội Khoa học Kỹ thuật Bảo vệ thực vật Việt Nam, là tổ chức xã hội - nghề nghiệp của những tổ chức và người làm việc trong lĩnh vực bảo vệ thực vật và liên quan đến bảo vệ thực vật ở Việt Nam .
Hội có tên giao dịch tiếng Anh là Vietnam Plant Protection Association, viết tắt là VNPPA .
Điều lệ Hội được Ban Tổ chức – Cán bộ Chính phủ phê duyệt tại Quyết định số 51/2001/QĐ-BTCCBCP ngày 04 tháng 9 năm 2001 .
Văn phòng Hội đặt tại số 149 Hồ Đắc Di, phường Quang Trung, quận Đống Đa, thành phố Hà Nội.